# Flying with Music
Flying with Music è un film statunitense del 1942 diretto da George Archainbaud.